# Campeonato Chinês de Patinação Artística no Gelo
O Campeonato Chinês de Patinação Artística no Gelo (em chinês:  全国花样滑冰锦标赛) é uma competição nacional anual de patinação artística no gelo da China. Os patinadores competem em quatro eventos, individual masculino, individual feminino, duplas e dança no gelo, e no nível sênior. 
A competição determina os campeões nacionais e os representantes da China em competições internacionais como Campeonato Mundial, Campeonato Mundial Júnior, Campeonato dos Quatro Continentes e os Jogos Olímpicos de Inverno.

## Edições
| Ano (Edição) | Cidade sede | Sênior | Sênior | Sênior | Sênior | Ref    |
| Ano (Edição) | Cidade sede | M      | F      | P      | D      | Ref    |
| ------------ | ----------- | ------ | ------ | ------ | ------ | ------ |
| 1990         |             | —      | •      | —      | —      | [ 1 ]  |
| 1991         |             | —      | •      | —      | —      | [ 1 ]  |
| 1992         |             | —      | •      | —      | —      | [ 1 ]  |
| 1993         |             | —      | •      | •      | —      | [ 1 ]  |
| 1994         | Changchun   | •      | •      | •      | —      | [ 1 ]  |
| 1995         |             | •      | •      | •      | —      | [ 1 ]  |
| 1996         |             | —      | •      | •      | •      | [ 2 ]  |
| 1997         |             | •      | •      | •      | •      | [ 3 ]  |
| 1998         |             | •      | •      | •      | •      | [ 4 ]  |
| 1999         |             | •      | •      | •      | •      | [ 5 ]  |
| 2000         |             | •      | •      | •      | •      | [ 6 ]  |
| 2001         | Changchun   | •      | •      | •      | •      | [ 7 ]  |
| 2002         | Harbin      | •      | •      | •      | •      | [ 8 ]  |
| 2003         | Harbin      | •      | •      | •      | •      | [ 9 ]  |
| 2004         | Harbin      | •      | •      | •      | •      | [ 10 ] |
| 2005         | Nanjing     | •      | •      | •      | •      | [ 11 ] |
| 2006         | Qiqihar     | •      | •      | •      | •      | [ 12 ] |
| 2007         | Pequim      | •      | •      | •      | •      | [ 13 ] |
| 2008         | Jilin       | •      | •      | •      | •      | [ 14 ] |
| 2009         | Pequim      | •      | •      | •      | •      | [ 15 ] |
| 2010         | Pequim      | •      | •      | •      | •      | [ 16 ] |
| 2011         | Qiqihar     | •      | •      | •      | •      | [ 17 ] |
| 2012         | Changchun   | •      | •      | •      | •      | [ 18 ] |
| 2013         | Harbin      | •      | •      | •      | •      | [ 19 ] |
| 2014         | Changchun   | •      | •      | •      | •      | [ 20 ] |
| 2015         | Changchun   | •      | •      | •      | •      | [ 21 ] |
| 2016         | Harbin      | •      | •      | •      | •      | [ 22 ] |
| 2017         | Jilin       | •      | •      | •      | •      | [ 23 ] |
| 2018         | Changchun   | •      | •      | •      | •      | [ 24 ] |

## Lista de medalhistas

### Individual masculino
| Evento                    | Ouro          | Prata         | Bronze        |
| Changchun 1994            | Zhang Min     | ?             | ?             |
| 1995                      | ?             | Zhang Min     | ?             |
| 1996                      | ?             | ?             | ?             |
| 1997                      | ?             | Li Chengjiang | Zhang Min     |
| 1998                      | Li Chengjiang | ?             | Zhang Min     |
| 1999                      | Li Chengjiang | Zhang Min     | Guo Zhengxin  |
| 2000                      | ?             | Li Chengjiang | Zhang Min     |
| Changchun 2001 (detalhes) | Li Chengjiang | Zhang Min     | Gao Song      |
| Harbin 2002 (detalhes)    | Li Chengjiang | Zhang Min     | Ma Xiaodong   |
| Harbin 2003 (detalhes)    | Zhang Min     | Li Yunfei     | Song Lun      |
| Harbin 2004 (detalhes)    | Li Chengjiang | Zhang Min     | Gao Song      |
| Nanjing 2005 (detalhes)   | Zhang Min     | Song Lun      | Gao Song      |
| Qiqihar 2006 (detalhes)   | Gao Song      | Xu Ming       | Wu Jialiang   |
| Pequim 2007 (detalhes)    | Li Chengjiang | Xu Ming       | Wu Jialiang   |
| Jilin 2008 (detalhes)     | Wu Jialiang   | Xu Ming       | Li Chengjiang |
| Pequim 2009 (detalhes)    | Song Nan      | Li Chengjiang | Yang Chao     |
| Pequim 2010 (detalhes)    | Yan Han       | Xu Ming       | Yang Chao     |
| Qiqihar 2011 (detalhes)   | Yan Han       | Song Nan      | Wu Jialiang   |
| Changchun 2012 (detalhes) | Song Nan      | Wu Jialiang   | Yan Han       |
| Harbin 2013 (detalhes)    | Song Nan      | Yan Han       | Jin Boyang    |
| Changchun 2014 (detalhes) | Jin Boyang    | Song Nan      | Guan Jinlin   |
| Changchun 2015 (detalhes) | Jin Boyang    | Yan Han       | Guan Yuhang   |
| Harbin 2016 (detalhes)    | Jin Boyang    | Song Nan      | Zang Wenbo    |
| Jilin 2017 (detalhes)     | Jin Boyang    | Guan Yuhang   | Li Tangxu     |
| Changchun 2018 (detalhes) | Yan Han       | Zhang He      | Hao Yan       |

### Individual feminino
| Evento                    | Ouro         | Prata        | Bronze       |
| 1990                      | Chen Lu      | ?            | ?            |
| 1991                      | Chen Lu      | ?            | ?            |
| 1992                      | Chen Lu      | ?            | ?            |
| 1993                      | Chen Lu      | ?            | ?            |
| Changchun 1994            | Chen Lu      | ?            | ?            |
| 1995                      | Chen Lu      | ?            | ?            |
| 1996                      | Chen Lu      | ?            | ?            |
| 1997                      | Chen Lu      | ?            | ?            |
| 1998                      | Chen Lu      | ?            | Wang Qingyun |
| 1999                      | Wang Huan    | ?            | ?            |
| 2000                      | Fang Dan     | Sun Siyin    | Wang Huan    |
| Changchun 2001 (detalhes) | Chen Lu      | Sun Siyin    | Fang Dan     |
| Harbin 2002 (detalhes)    | Fang Dan     | Sun Siyin    | Wang Qingyun |
| Harbin 2003 (detalhes)    | Fang Dan     | Sun Siyin    | Xu Binshu    |
| Harbin 2004 (detalhes)    | Xu Binshu    | Fang Dan     | Liu Yan      |
| Nanjing 2005 (detalhes)   | Liu Yan      | Fang Dan     | Xu Binshu    |
| Qiqihar 2006 (detalhes)   | Xu Binshu    | Fang Dan     | Dong Huibo   |
| Pequim 2007 (detalhes)    | Liu Yan      | Xu Binshu    | Fang Dan     |
| Jilin 2008 (detalhes)     | Liu Yan      | Geng Bingwa  | Wang Yueren  |
| Pequim 2009 (detalhes)    | Liu Yan      | Xu Binshu    | Zhu Qiuying  |
| Pequim 2010 (detalhes)    | Liu Yan      | Li Zijun     | Zhu Qiuying  |
| Qiqihar 2011 (detalhes)   | Li Zijun     | Geng Bingwa  | Zhang Ying   |
| Changchun 2012 (detalhes) | Li Zijun     | Zhang Ying   | Zhang Kexin  |
| Harbin 2013 (detalhes)    | Li Zijun     | Zhao Ziquan  | Wang Jialei  |
| Changchun 2014 (detalhes) | Zhang Kexin  | Zhao Ziquan  | Li Xiangning |
| Changchun 2015 (detalhes) | Li Zijun     | Zhao Ziquan  | Li Xiangning |
| Harbin 2016 (detalhes)    | Zhao Ziquan  | Li Xiangning | Jiao Yunya   |
| Jilin 2017 (detalhes)     | Zhao Ziquan  | Li Xiangning | Zhang Yixuan |
| Changchun 2018 (detalhes) | Li Xiangning | Zhao Ziquan  | Chen Hongyi  |

### Duplas
| Evento                    | Ouro                   | Prata                     | Bronze                 |
| 1993                      | Shen Xue Zhao Hongbo   | ?                         | ?                      |
| Changchun 1994            | Shen Xue Zhao Hongbo   | ?                         | ?                      |
| 1995                      | ?                      | Shen Xue Zhao Hongbo      | ?                      |
| 1996                      | Shen Xue Zhao Hongbo   | ?                         | ?                      |
| 1997                      | Shen Xue Zhao Hongbo   | Pang Qing Tong Jian       | ?                      |
| 1998                      | Shen Xue Zhao Hongbo   | Pang Qing Tong Jian       | ?                      |
| 1999                      | Shen Xue Zhao Hongbo   | Pang Qing Tong Jian       | ?                      |
| 2000                      | Pang Qing Tong Jian    | Zhang Dan Zhang Hao       | ?                      |
| Changchun 2001 (detalhes) | Shen Xue Zhao Hongbo   | Pang Qing Tong Jian       | Zhang Dan Zhang Hao    |
| Harbin 2002 (detalhes)    | Shen Xue Zhao Hongbo   | Pang Qing Tong Jian       | Zhang Dan Zhang Hao    |
| Harbin 2003 (detalhes)    | Zhang Dan Zhang Hao    | Ding Yang Ren Zhongfei    | An Ni Wei Tao          |
| Harbin 2004 (detalhes)    | Pang Qing Tong Jian    | Zhang Dan Zhang Hao       | Ding Yang Ren Zhongfei |
| Nanjing 2005 (detalhes)   | Ding Yang Ren Zhongfei | Wang Xue Wang Jian        | An Ni Wu Yiming        |
| Qiqihar 2006 (detalhes)   | Zhao Rui An Yang       | An Ni Wu Yiming           | Li Jiaqi Xu Jiankun    |
| Pequim 2007 (detalhes)    | Pang Qing Tong Jian    | Li Jiaqi Xu Jiankun       | Wang Xue Wang Jian     |
| Jilin 2008 (detalhes)     | Zhang Dan Zhang Hao    | Pang Qing Tong Jian       | Li Jiaqi Xu Jiankun    |
| Pequim 2009 (detalhes)    | Dong Huibo Wu Yiming   | Zhang Yue Wang Lei        | Cheng Duo Gao Yu       |
| Pequim 2010 (detalhes)    | Sui Wenjing Han Cong   | Dong Huibo Wu Yiming      | Zhang Yue Wang Lei     |
| Qiqihar 2011 (detalhes)   | Sui Wenjing Han Cong   | Yu Xiaoyu Jin Yang        | Zhang Yue Wang Lei     |
| Changchun 2012 (detalhes) | Zhang Dan Zhang Hao    | Sui Wenjing Han Cong      | Yu Xiaoyu Jin Yang     |
| Harbin 2013 (detalhes)    | Yu Xiaoyu Jin Yang     | Wang Wenting Zhang Yan    | Wang Xuehan Wang Lei   |
| Changchun 2014 (detalhes) | Peng Cheng Zhang Hao   | Sui Wenjing Han Cong      | Yu Xiaoyu Jin Yang     |
| Changchun 2015 (detalhes) | Yu Xiaoyu Jin Yang     | Wang Xuehan Wang Lei      | Wang Wenting Zhang Yan |
| Changchun 2016 (detalhes) | Wang Xuehan Wang Lei   | Sui Jiaying Yang Yongchao | Zhao Ying Jie Zhong    |
| Jilin 2017 (detalhes)     | Peng Cheng Jin Yang    | Han Yue Yang Yongchao     | Gao Yumeng Xie Zhong   |
| Changchun 2018 (detalhes) | Yu Xiaoyu Zhang Hao    | Peng Cheng Jin Yang       | Wang Xuehan Wang Lei   |

### Dança no gelo
| Evento                    | Ouro                     | Prata                    | Bronze                  |
| 1996                      | Zhang Weina Cao Xianming | ?                        | ?                       |
| 1997                      | Zhang Weina Cao Xianming | ?                        | ?                       |
| 1998                      | Zhang Weina Cao Xianming | ?                        | ?                       |
| 1999                      | Zhang Weina Cao Xianming | ?                        | ?                       |
| 2000                      | Zhang Weina Cao Xianming | ?                        | Yang Fang Gao Chongbo   |
| Changchun 2001 (detalhes) | Yang Fang Gao Chongbo    | Fan Ru Suo Bin           | Qi Jia Sun Xu           |
| Harbin 2002 (detalhes)    | Zhang Weina Cao Xianming | Qi Jia Sun Xu            | Yu Xiaoyang Wang Chen   |
| Harbin 2003 (detalhes)    | Yang Fang Gao Chongbo    | Qi Jia Sun Xu            | Fan Ru Suo Bin          |
| Harbin 2004 (detalhes)    | Yang Fang Gao Chongbo    | Yu Xiaoyang Wang Chen    | Huang Xintong Zheng Xun |
| Nanjing 2005 (detalhes)   | Yang Fang Gao Chongbo    | Zhang Weina Cao Xianming | Yu Xiaoyang Wang Chen   |
| Qiqihar 2006 (detalhes)   | Yu Xiaoyang Wang Chen    | Huang Xintong Zheng Xun  | Wang Jiayue Meng Fei    |
| Pequim 2007 (detalhes)    | Huang Xintong Zheng Xun  | Yu Xiaoyang Wang Chen    | Liu Lu Suo Bin          |
| Jilin 2008 (detalhes)     | Yu Xiaoyang Wang Chen    | Guan Xueting Wang Meng   | Zhang Yiyi Wu Nan       |
| Pequim 2009 (detalhes)    | Huang Xintong Zheng Xun  | Wang Jiayue Gao Chongbo  | Yu Xiaoyang Wang Chen   |
| Pequim 2010 (detalhes)    | Yu Xiaoyang Wang Chen    | Huang Xintong Zheng Xun  | Guan Xueting Wang Meng  |
| Qiqihar 2011 (detalhes)   | Huang Xintong Zheng Xun  | Yu Xiaoyang Wang Chen    | Zhang Yiyi Wu Nan       |
| Changchun 2012 (detalhes) | Huang Xintong Zheng Xun  | Yu Xiaoyang Wang Chen    | Zhang Yiyi Wu Nan       |
| Harbin 2013 (detalhes)    | Yu Xiaoyang Wang Chen    | Wang Shiyue Liu Xinyu    | Zhao Yue Liu Chang      |
| Changchun 2014 (detalhes) | Huang Xintong Zheng Xun  | Yu Xiaoyang Wang Chen    | Wang Shiyue Liu Xinyu   |
| Changchun 2015 (detalhes) | Wang Shiyue Liu Xinyu    | Zhao Yue Zheng Xun       | Chen Hong Zhao Yan      |
| Changchun 2016 (detalhes) | Zhao Yue Zheng Xun       | Chen Hong Zhao Yan       | Zhang Yiyi Wu Nan       |
| Jilin 2017 (detalhes)     | Chen Hong Zhao Yan       | Li Xibei Xiang Guangyao  | Guo Yuzhu Zhao Pengkun  |
| Changchun 2018 (detalhes) | Wang Shiyue Liu Xinyu    | Song Linshu Sun Zhuoming | Ning Wanqi Wang Chao    |